# 約夫科夫角

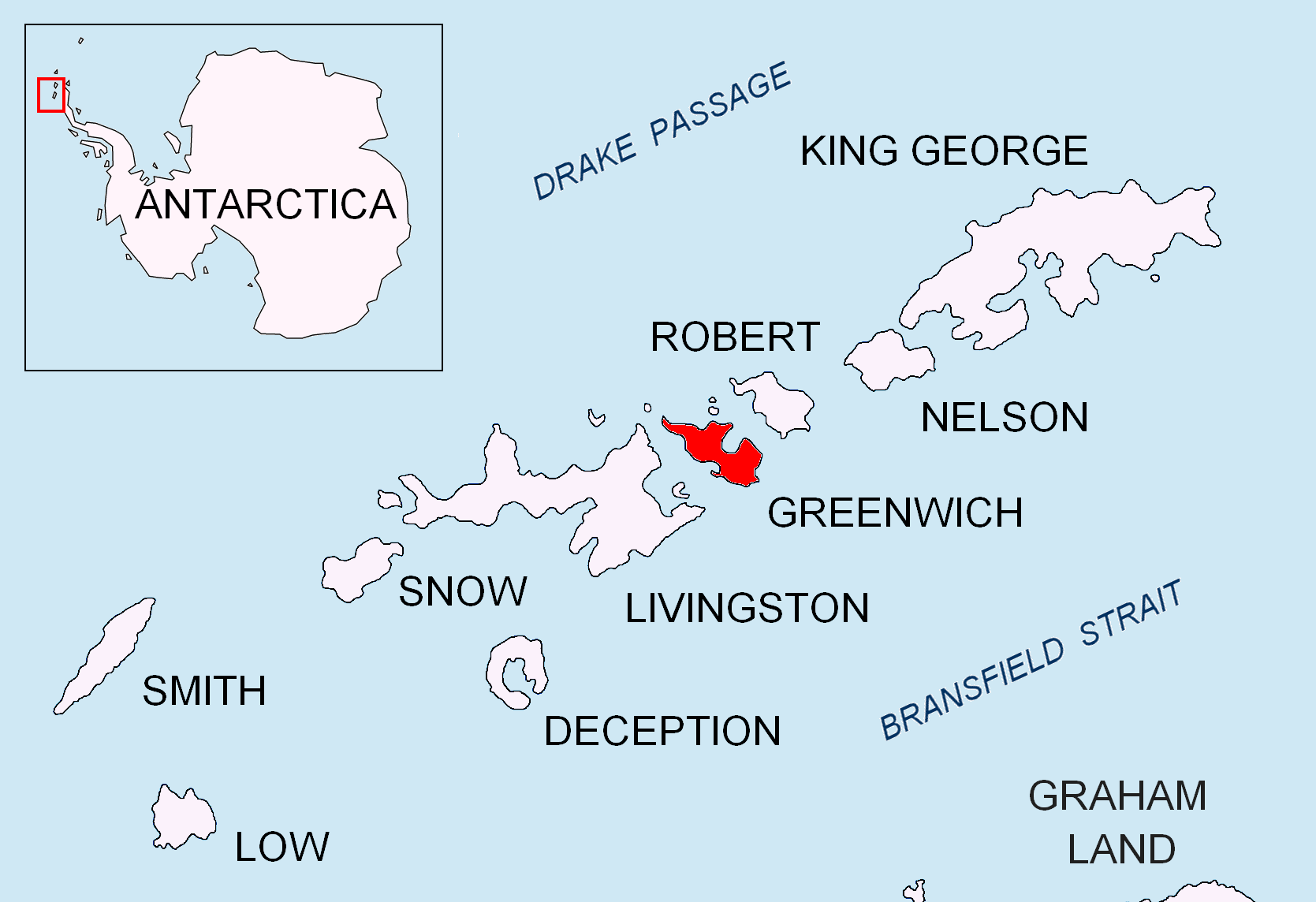

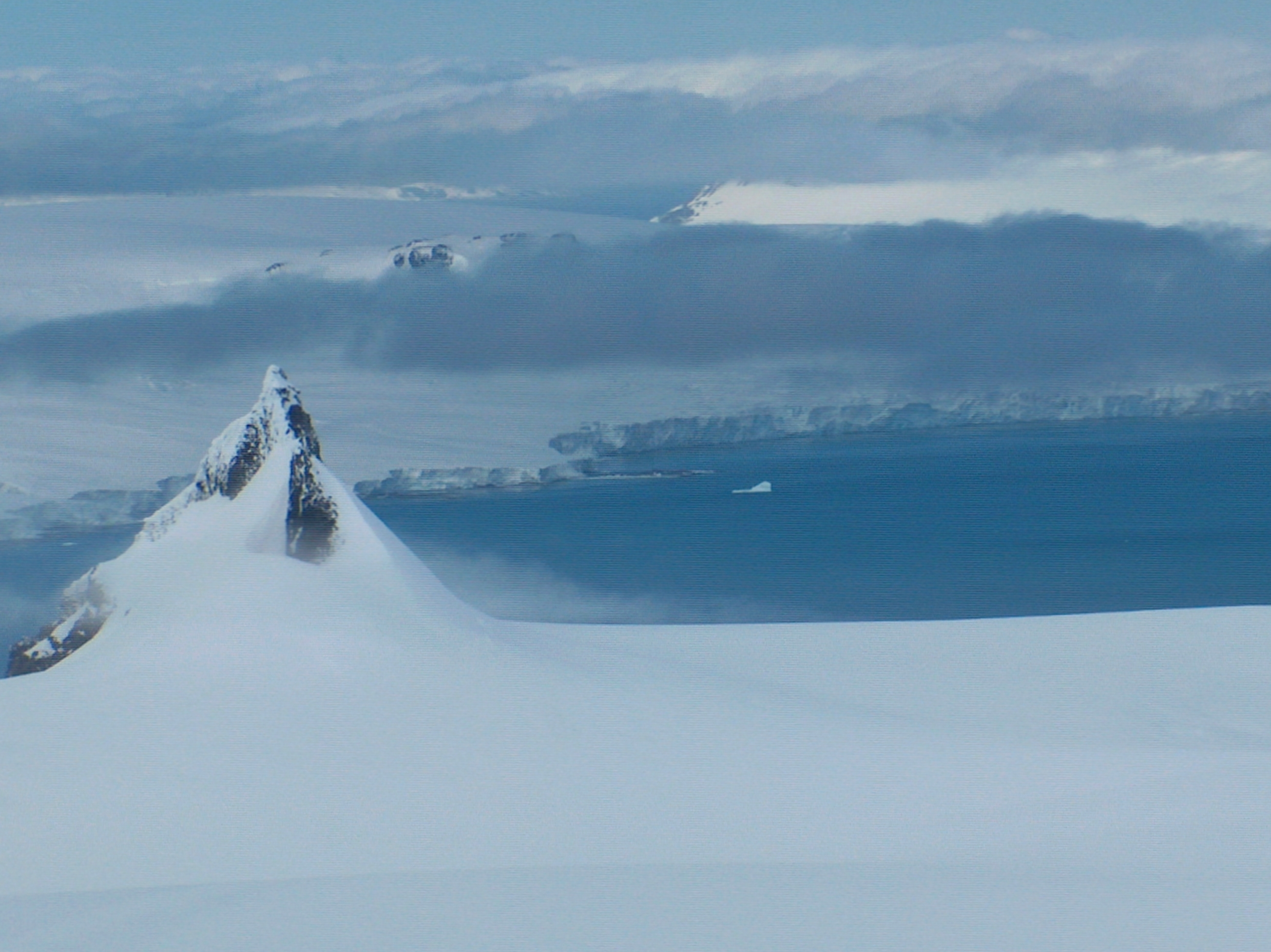

約夫科夫角（英語：Йордан Йовков）是南極洲的海岬，位於南設得蘭群島的格林尼治島西南部，處於塞索布勒普提斯冰原島峰東南面3.6公里、洛依德山西南面2.2公里、泰勒嶺西南面2.95公里和卡斯皮昌角西北面1.98公里，以保加利亞的作家命名。

## 外部連結
- SCAR Composite Gazetteer of Antarctica（页面存档备份，存于）.

62°30′30.3″S 59°54′11″W / 62.508417°S 59.90306°W